# Igreja de Santo Antolín de Toques

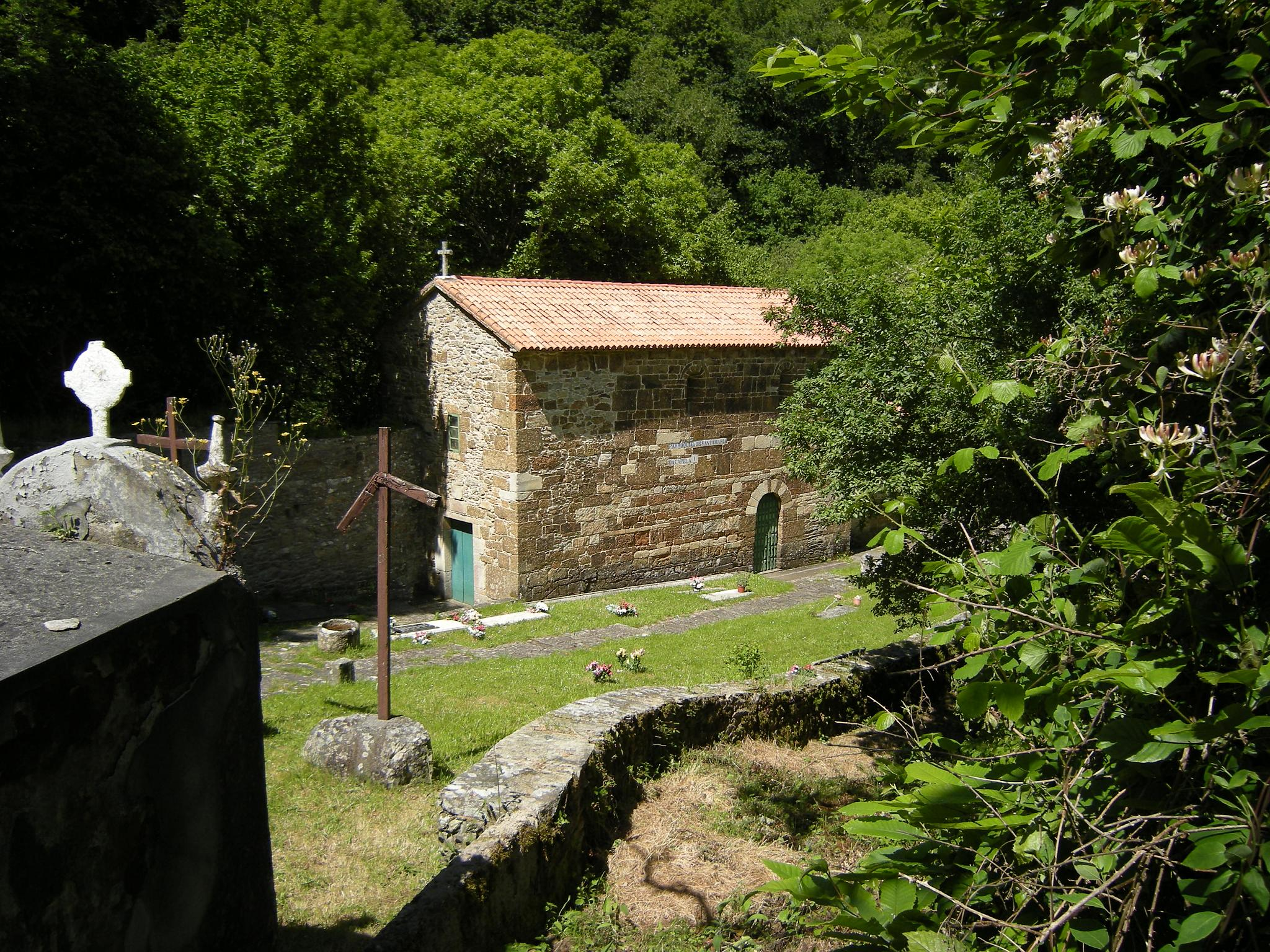
Igreja de Santo Antolín de Toques, Espanha: vista do conjunto.

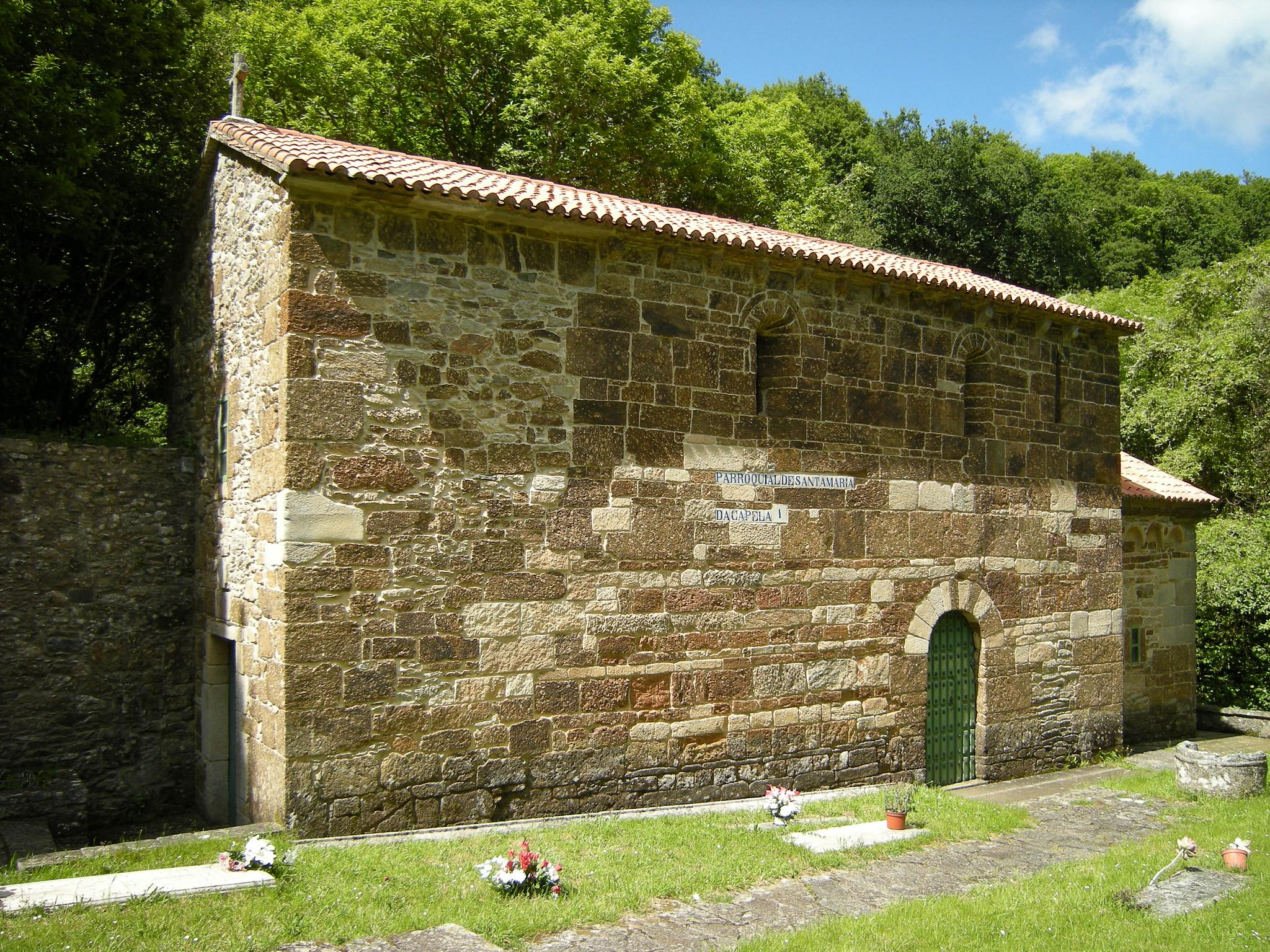
Igreja de Santo Antolín de Toques, Espanha: fachada sul.

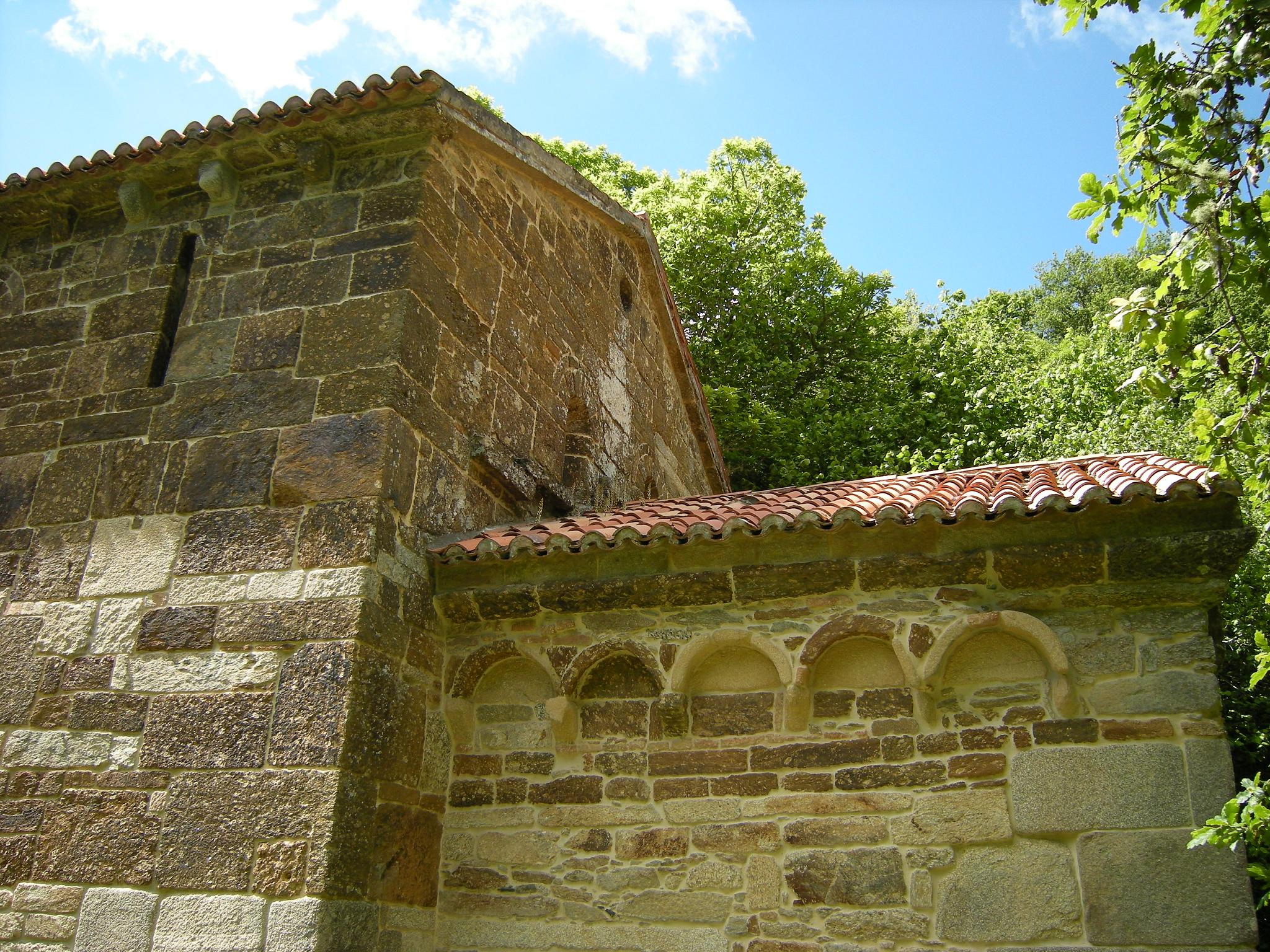
Igreja de Santo Antolín de Toques, Espanha: detalhe da abside.

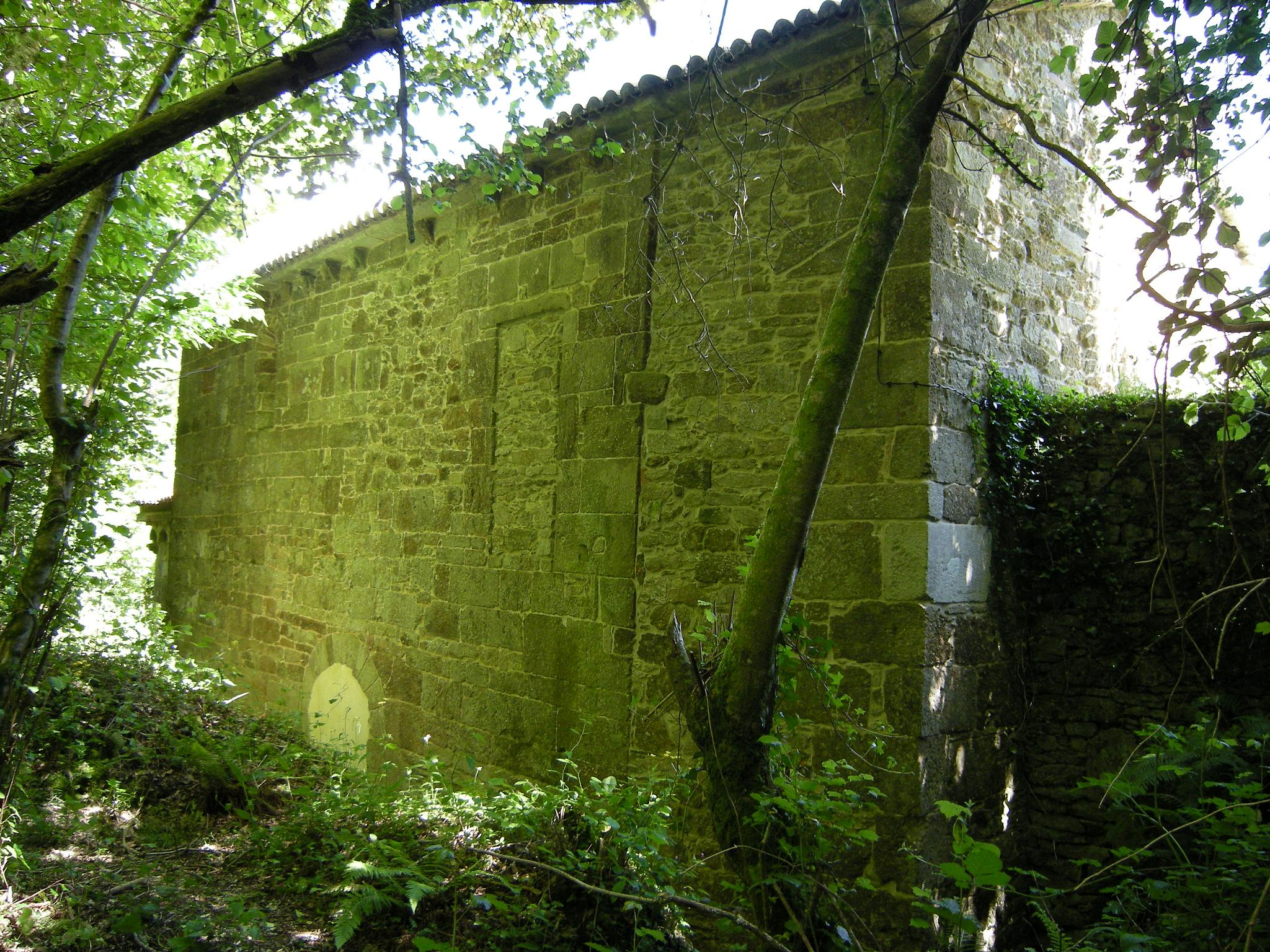
Igreja de Santo Antolín de Toques, Espanha: fachada norte.

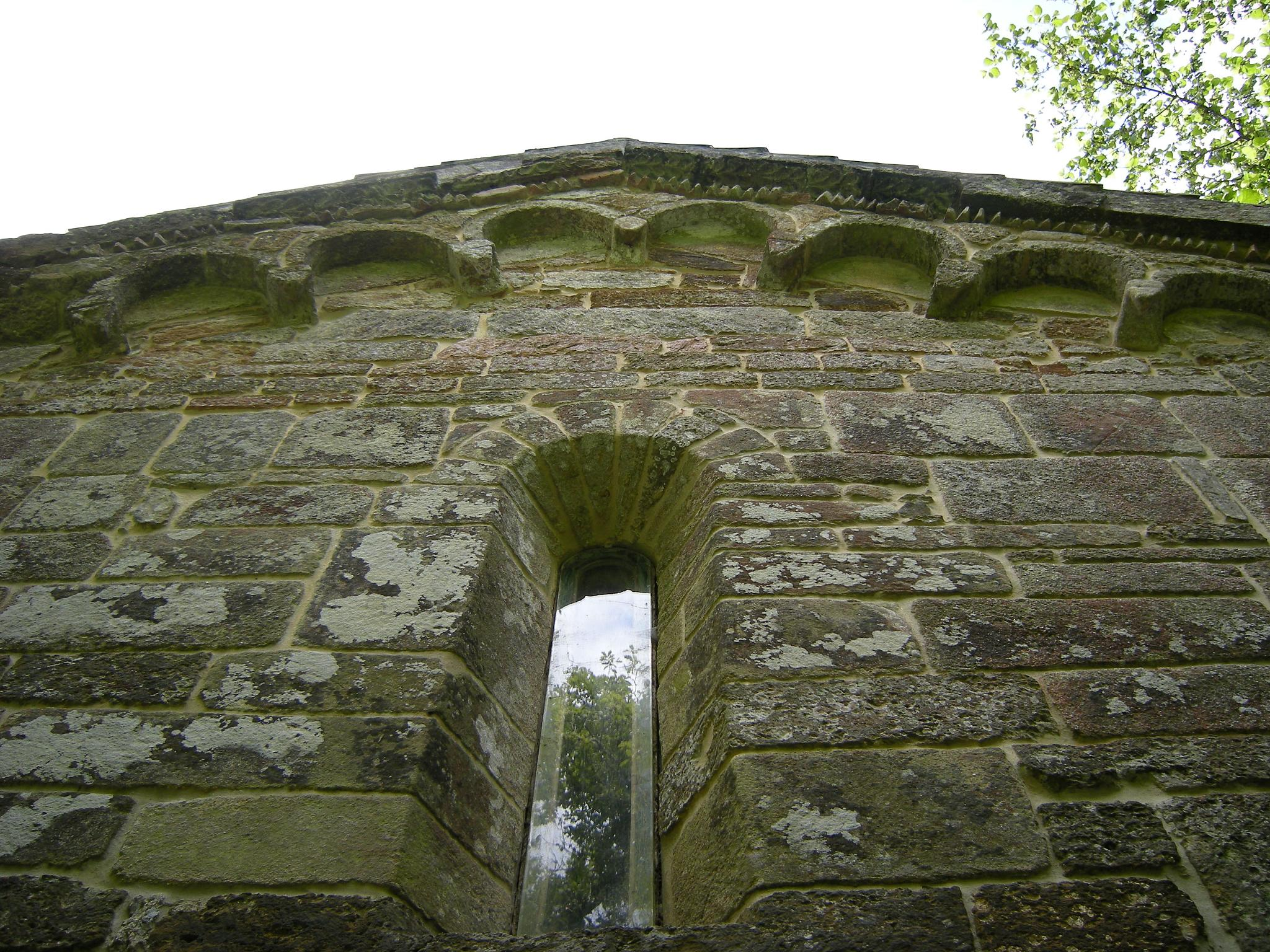
Igreja de Santo Antolín de Toques, Espanha: pormenor do muro testeiro.

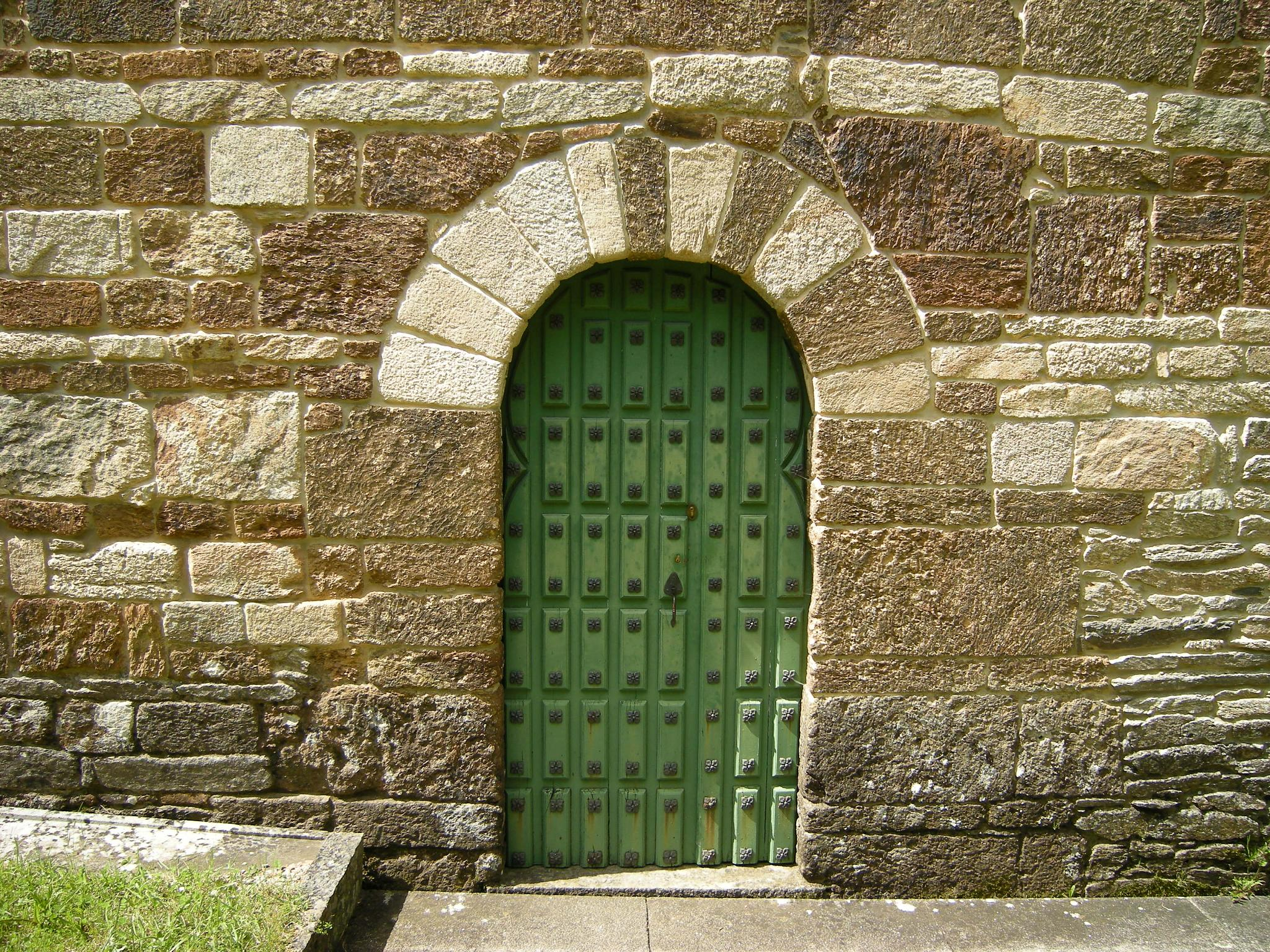
Igreja de Santo Antolín de Toques, Espanha: porta sul.

A Igreja de Santo Antolín de Toques é a atual igreja paroquial de Santa María da Capela que nas suas origens foi templo monacal e que conserva elementos pré-românicos em diversos elementos da sua fábrica.
Do antigo mosteiro beneditino possivelmente fundado no século X só se conserva o templo.
Trata-se de um dos edifícios mais complexos da Idade Média galega já que conserva elementos e peças de muito diferentes épocas.
Foi declarado Bem de Interesse Cultural com a categoria de Monumento Histórico e Zona Arqueológica pelo Decreto 192/1984, de 10 de Junho.

## Situação
Situa-se a 600 metros de altitude no lugar de Santo Antolín de Toques da paróquia de Santa María da Capela, no concelho corunhês de Toques, comunidade autónoma da Galiza, (Espanha), no entorno de uma densa fraga de carvalhos e castanheiros, junto ao rio Capela e o Caminho de Santiago. Perto do lugar também se encontra a Cascata do Toca e o Castro da Graña.

## História
Este mosteiro é considerado por muitos estudiosos como um dos mais antigos da Galiza.
Trata-se da primeira prova da beneditização na Galiza, na terra de Abeancos, neste mosteiro já que num primeiro documento de 1067, faz-se referência a são Bento e à aplicação da régua beneditina. Em 1077 o rei Afonso VI de Leão faz uma concessão a este mosteiro e volta a aparecer sub regula beati Benedicti, o que confirma o dado do anterior documento.
Este pequeno mosteiro foi favorecido, por meio de generosas doações, pelo rei da Galiza Dom Garcia em 1067. Pouco mais se conhece da sua história.
Após a desamortização instalou-se nas dependências do mosteiro em 1843 uma fábrica de cravos (promovida por industriais franceses)

## Descrição
Da antiga igreja conserva-se uma planta de uma só nave terminada com uma cabeceira retangular, com coberta de madeira a duas águas na nave e abóbada de canhão na abside abóbada que pode datar-se na reforma românica levada a cabo no século XI.

### Exterior
As peças mais antigas são as utilizadas como remate do beirado do presbitério e pertence à arte hispano-visigoda.
Os arquinhos da cabeceira, com simples decorações geométricas, e as janelas de duplo derrame da testeira e a nave são de finais do século XI, tratando-se de uma das primeiras obras românicas galegas conservadas. Porém, no beirado da nave o estilo dos cachorros é de um românico mais moderno e comum nas igrejas da Galiza, com formas que representam cabeças humanas, animais ou motivos vegetais e geométricos.
O extremo ocidental da nave e fruto de uma ampliação a princípios do século XIX. As portas laterais apresentam arcos de volta perfeita que semelham arcos de ferradura anteriores reformados.
O aparelho empregado na construção dos muros mostra a mistura de estilos e fases construtivas, está presente o cadeirado, perpianho e a alvenaria.

### Interior
No seu interior conserva-se um calvário gótico ou românico de transição ao gótico, em madeira policromada, obra original de um artista supostamente de origem inglesa do século XII.
Da fábrica pré-românica conserva-se o arco triunfal, sustentado por colunas com basas e capitéis visigóticos, um deles adornado com um tríscele. Também se destaca um relevo do século X, com similitudes estilísticas do estilo asturiano.
Conservam-se também na cabeceira pinturas renascentistas.